# Подводница тип Касатка
Подводниците тип „Касатка“ (на руски: Касатка – „Лястовица“; в случая вероятно остарялата форма на думата косатка) са серия руски подводници, строени през периода 1904 - 1905 година за нуждите на Руския имперски флот.
Конструкцията се основава на по-старата подводница Делфин и е по проект на Иван Григорьевич Бубнов. Първата подводница от този клас наречена Касатка е имала известни проблеми с плаването при първоначалните тестове, което поражда необходимостта от снабдяването с екстра баласт. В началото, подводниците от тип Касатка са били строени с два бензинови двигателя (всеки с мощност от 60 к.с.) и един електромотор с мощност от 100 к.с. . През 1910 година всички подводници от серията са подобрени, чрез замяна на бензиновите двигатели с дизелови (с мощност от 120 к.с.) и нови командни постове. Подводниците от този тип взимат участие в Руско-японската война, Първата световна война и Гражданската война в Русия.

## История
На 1 септември 1903 година руското морско министерство издава разрешение на Иван Григорьевич Бубнов за създаването на подводен миноносец № 140 като продължение на работата му върху успешния проект за подводния миноносец № 113 (известен като подводница Делфин) . Отпусната е сумата от 3000 рубли, а като технически изисквания са посочени надводна скорост от 14 възела, увеличение на водоизместимостта и усилване на въоръжението. На 20 декември 1903 година готовият проект е одобрен от морския технически комитет и на 2 януари 1904 година се издава заповед на Балтийския завод за построяването на основната подводница от проекта - Касатка . На 24 февруари 1904 година се нарежда строителството на още 4 подводници, а на 26 март 1904 и на още една последна подводница построяванато на която е с доброволни дарения . Голяма част от даренията пристигат по името на двореския род Шереметеви и затова първоначалното име на подводницата е било в чест на граф Борис Петрович Шереметев .

## Представители
В следната таблица са подводниците от тип Касатка, построени между 1904 и 1905 година:
| Име                                                            | Снимка                     | Заложена     | Спусната       | Приета на въоръжение | Съдба                                                                        |
| -------------------------------------------------------------- | -------------------------- | ------------ | -------------- | -------------------- | ---------------------------------------------------------------------------- |
| Касатка (бълг. „Косатка“)                                      | Касатка                    | 18 март 1904 | 24 юни 1904    | март 1905            | нарязана за скрап през 1925 година                                           |
| Скат (бълг. „Скат“)                                            | Скат                       | март 1904    | 21 август 1904 | 29 март 1905         | потопена на 24 април 1919 година                                             |
| Налим (бълг. „Налим“ или „Михалца“)                            | Налим                      | април 1904   | 26 август 1904 | 7 май 1905           | потопена на 24 април 1919 година, извадена през 1932.                        |
| Макрель (бълг. „Скумрия“)                                      | Макрель                    | 1904         | 14 август 1904 | 22 юли 1905          | нарязана за скрап през 20-те години на 20 век                                |
| Окунь (бълг. „Костур“)                                         | Окунь                      | 1904         | 31 август 1904 | 7 юли 1905           | нарязана за скрап през 20-те години на 20 век                                |
| Фельдмаршал граф Шереметев (бълг. „Фелдмаршал граф Шереметев“) | Фельдмаршал граф Шереметев | 1904         | 8 август 1904  | май 1905             | 4 август 1917 преименувана на „Кета“, потопена през 1922, извадена през 1924 |